# Leeve Island
Leeve Island (englisch; bulgarisch остров Лееве ostrow Leewe) ist eine niedrige, unvereiste, in südost-nordwestlicher Ausrichtung 200 m lange und 80 m breite Insel im Archipel der Südlichen Shetlandinseln. In der Gruppe der Onogur-Inseln vor der Nordwestküste von Robert Island liegt sie 1,46 km nördlich des Misnomer Point und 0,64 km westsüdwestlich des Shipot Point. Von Redina Island trennt sie eine 80 m breite Meerenge.
Bulgarische Wissenschaftler kartierten sie 2009. Die bulgarische Kommission für Antarktische Geographische Namen benannte sie 2013 nach dem Fluss Leewe im bulgarischen Rilagebirge.